# Kung-Fu Magoo
Kung-Fu Magoo ist ein Zeichentrickfilm von 2010. Er basiert auf den Zeichentrickfilmen um Mister Magoo.

## Handlung
Justin Magoo ist ein unscheinbarer, ungeschickter Junge, der oft von einem kräftigeren Jungen gemobbt wird. Dass sein Onkel Quincy so kurzsichtig ist, dass er Glühbirnen für Spiegeleier benutzt, macht die Sache nicht gerade einfacher für ihn. Da ändert sich alles, als der Superschurke Tan-Gu auf seiner privaten Insel zum großen Schurkentreffen einlädt und das Militär Magoo aufgrund eines Missverständnisses als der fähigste Mann scheint, um dort verdeckt für sie zu ermitteln. Dieser versteht das jedoch auch falsch und glaubt, er habe eine Kreuzfahrt gewonnen. Auf der Insel stellt sich heraus, dass Tan-Gu die „Evil-Lympics“ veranstaltet, eine Art Olympiade für Superschurken. Magoo glaubt natürlich, dies sei eine Veranstaltung zur Belustigung der Touristen, geht dabei aber aus fast jeder Disziplin unbeschadet hervor. Justin glaubt indessen, sein Onkel würde es nicht schaffen. Da merkt er, dass sein Idol Cole Fusion hier auch teilnimmt, und will ihn dabei unterstützen. Es stellt sich aber heraus, dass Cole von seinen ewigen Filmrollen als strahlender Held gelangweilt ist und sich als Superschurke beweisen möchte. Justin, Tan-Gu und dessen Tochter Lorelei, in die Justin sich von Anfang an verliebt hatte, versuchen nun, Cole aufzuhalten. Aber erst Magoo schafft es – wie immer durch Zufall – ihn unschädlich zu machen. Am Ende haben sich die Tan-Gus neben den Magoos häuslich niedergelassen. Justin und Lorelei gehen nun gemeinsam zur Schule.

## Synchronisation
|                | Originalsprecher | Deutsche Stimme   |
| -------------- | ---------------- | ----------------- |
| Quincy Magoo   | Jim Conroy       |                   |
| Justin Magoo   | Dylan Sprouse    |                   |
| Tan-Gu         | Lloyd Floyd      |                   |
| Lorelei Tan-Gu | Alyson Stoner    | Josephine Schmidt |
| Cole Fusion    | Chris Parnell    |                   |
| Dr. Malicio    | Tom Kenny        | Eberhard Prüter   |

## Hintergrund
Kung-Fu Magoo ist eine mexikanisch-US-amerikanische Koproduktion der Unternehmen Anima Estudios, Classic Media, Motion Toons und Santo Domingo Films. Die Produktion begann 2007 und fand teilweise in Kanada statt. Animationsregie führte Andrés Couturier, der 2003 bereits für den mexikanischen Trickfilm Magos y Gigantes verantwortlich zeichnete. Kung Fu Magoo erschien 2010 auf DVD und wurde von Disney für eine Erstausstrahlung auf Disney XD in den USA, Deutschland und Italien ausgewählt.